# Ogcodes brunneus
Ogcodes brunneus är en tvåvingeart som först beskrevs av Frederick Wollaston Hutton 1881.  Ogcodes brunneus ingår i släktet Ogcodes och familjen kulflugor. Inga underarter finns listade i Catalogue of Life.